# Feliniopsis tulipifera
Feliniopsis tulipifera là một loài bướm đêm trong họ Noctuidae.